# 布拉霍达特内 (五一村市镇)

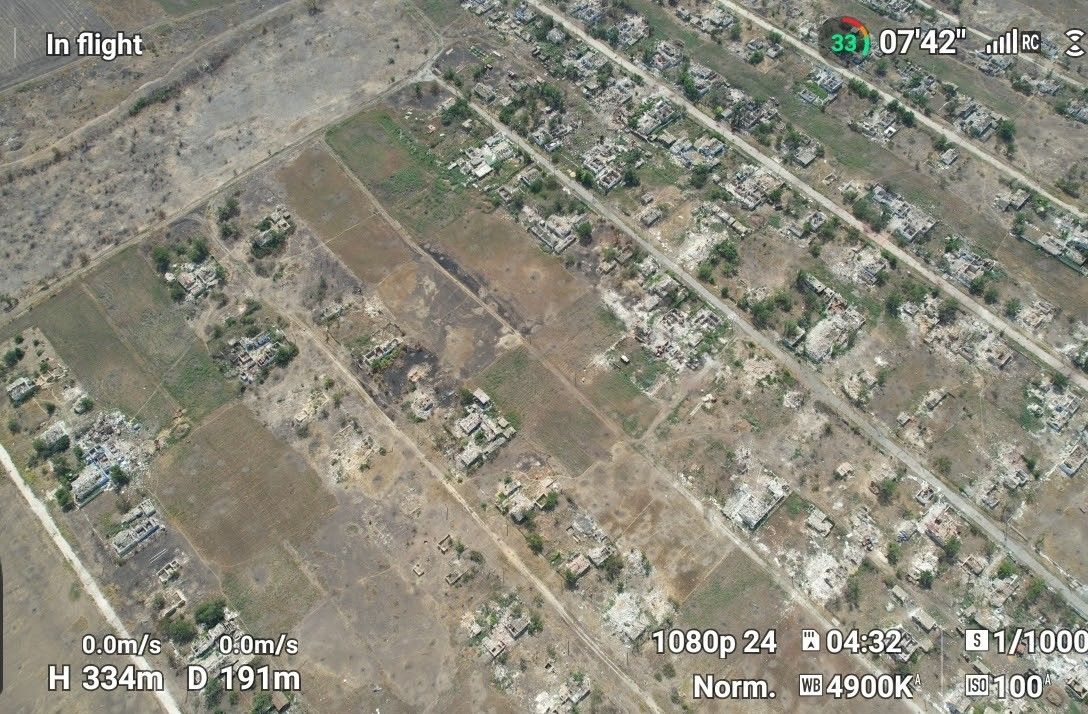
2022年被毁后的布拉霍达特内村

布拉霍达特内（烏克蘭語：Благодатне）是烏克蘭南部尼古拉耶夫州尼古拉耶夫區五一村市镇的村落。始建於1939年，面積0.38平方公里，海拔高度55米，2001年人口474，人口密度每平方公里1,247.4人。